# 光榮之柱

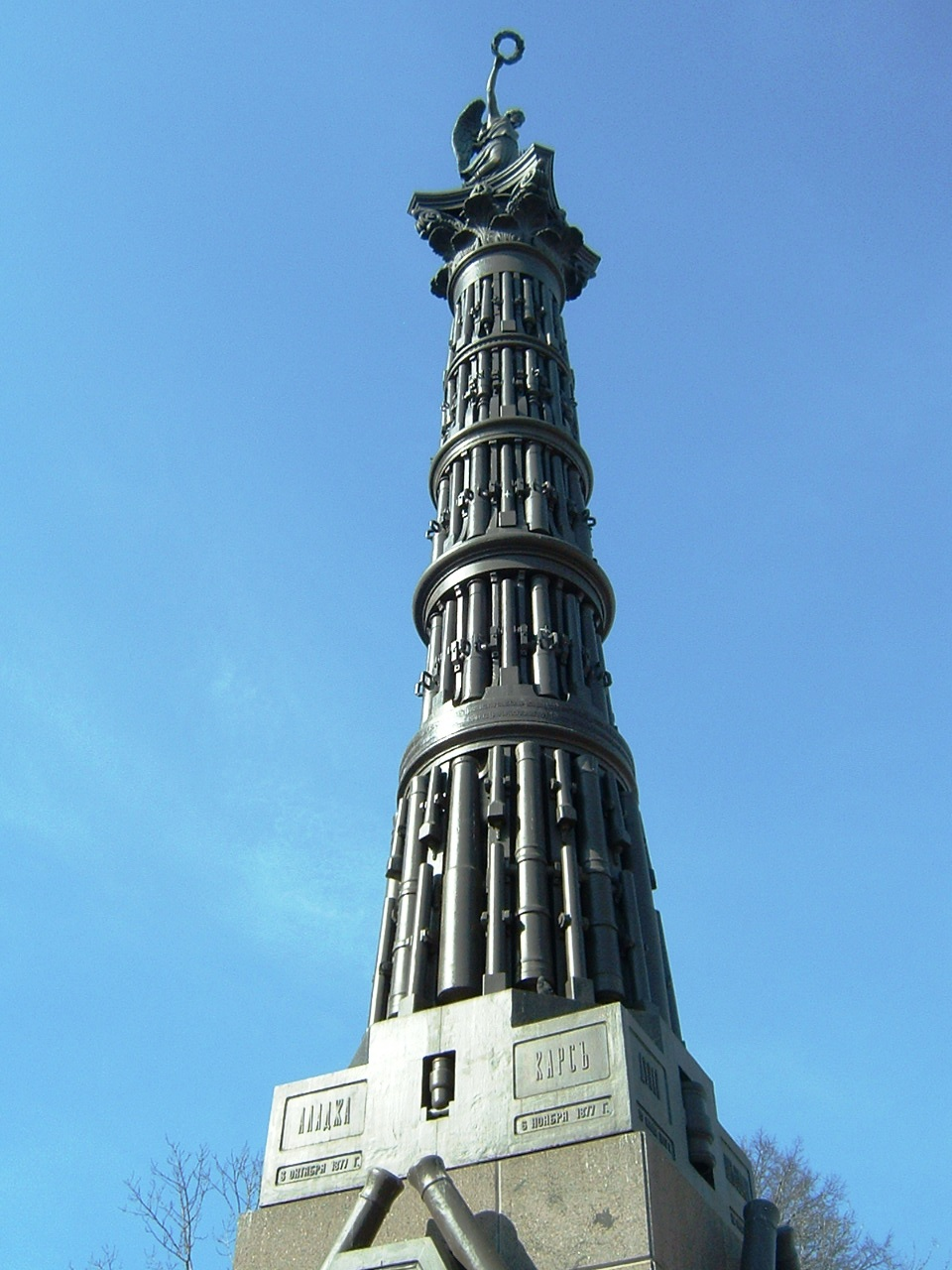
光榮之柱

光榮之柱（俄语：Колонна Славы）又稱俄土戰爭紀念柱，是位於俄羅斯聖彼得堡三一大教堂前的一棟紀念柱。最初建於1886年，慶祝當時俄土战争的勝利，於1929年被史達林指示拆除。現在的紀念柱是2003年位慶祝建城300週年重新興建，於2004年完成。